# プロピオン酸CoAリガーゼ
プロピオン酸CoAリガーゼ(Propionate-CoA ligase、EC 6.2.1.17)は、以下の化学反応を触媒する酵素である。
ATP + プロピオン酸 + CoA{\displaystyle \rightleftharpoons }AMP + 二リン酸 + プロピオン酸CoA
従って、この酵素の3つの基質はATPとプロピオン酸とCoA、3つの生成物はAMPと二リン酸とプロピオン酸CoAである。
この酵素は、リガーゼ、特に酸-チオールリガーゼに分類される。系統名は、プロピオン酸:CoAリガーゼ(AMP生成)である。その他よく用いられる名前に、propionyl-CoA synthetase等がある。